# سیارک ۱۲۳۹
سیارک ۱۲۳۹ (به انگلیسی: 1239 Queteleta، نامگذاری:1932CB) هزار و دویست و سی و نهمین سیارک کشف شده‌است که در ۴ فوریه ۱۹۳۲ کشف شد.
قدر مطلق سیارک برابر ۱۲٫۵۰ است.